# 萧淑娴
萧淑娴（1905年4月4日—1991年11月26日），籍貫广东香山（今中山市），生于直隸天津，中国作曲家，音乐理论家。

## 生平
1905年出生于直隸天津。1928年毕业于北京女子高等师范学校音乐系。1935年毕业于比利时布鲁塞尔皇家音乐学院，1936年与德国指挥家赫尔曼·舍尔兴结婚。之后在瑞士工作14年，致力于推广中国文化。1950年返回中国任教于中央音乐学院直至退休。

## 家庭
- 父：萧伯林，从事铁路事业
- 叔父：萧友梅，音乐家
- 姑姑：萧德華，畫家
- 妹妹：萧淑芳，画家
  - 妹夫：吴作人，画家
- 妹妹：萧淑熙，美籍生物学博士

## 延伸阅读
- Lindorff, Joyce. "Xiao Shuxian." The Norton/Grove Dictionary of Women Composers. Julie Anne Sadie and Rhian Samuel, eds. New York; London: W. W. Norton & Company, 1995. p. 505.